# Mario Briceño Iragorry
Mario Briceño Iragorry is een gemeente in de Venezolaanse staat Aragua. De gemeente telt 106.000 inwoners. De hoofdplaats is El Limón.